# .uy
.uy is het achtervoegsel van Uruguayaanse domeinnamen. Uruguayaanse domeinnamen moeten geregistreerd worden op het tweede niveau. Dit kan gedaan worden bij Antel voor .com.uy websites en bij RAU voor andere domeinnamen.

## Tweede niveau domeinnamen
- .com.uy: voor commerciële bedrijven
- .edu.uy: voor educatieve organisaties
- .gub.uy: voor autoriteiten en bestuursorganen
- .net.uy: voor Internet service providers
- .mil.uy: voor militaire organisaties
- .org.uy: voor organisaties zonder winstoogmerk